# Евтифеев, Пётр Артемьевич
Евтифеев Пётр Артемьевич (29 сентября 1874, Каменский Завод — 1920) — российский шахматист, участник всероссийских турниров.

## Биография
Родился 17 (29) сентября 1874 года в Каменском Заводе Камышловского уезда Пермской губернии. В 1890-х годах учился в Санкт-Петербурге, был одним из сильнейших шахматистов столицы.
В 1905 г. делил третье место на сильном по составу турнире 1-й категории. В 1906 г. занял третье место в турнире сильнейших шахматистов Петербурга (позади С.З. Алапина и М.И. Чигорина). Делил 6-е место на Всероссийском турнире 1905-06 гг. Принял участие во всероссийских турнирах 1909, 1911 и 1913/14 гг.
По мнению М.И. Чигорина, был одним из самых талантливых русских шахматистов своего времени. В 1894 г. Пётр Евтифеев указал в чигоринском журнале «Шахматы» на  ведущую к победе красивую жертву ферзя, которую не  заметил Стейниц в партии с Андерсеном. В 1905 г. занял второе место (позади М.И. Чигорина) в тематическом турнире по варианту Райса в королевском гамбите.
Комбинационный стиль П. Евтифеева отмечался в зарубежных изданиях. Его партия с Избинским в турнире 1905/06 г. называлась «одной из самых блестящих».

## Основные спортивные результаты
| Год     | Город           | Турнир                         | + | −  | = | Результат | Место |
| ------- | --------------- | ------------------------------ | - | -- | - | --------- | ----- |
| 1905    | Санкт-Петербург | турнир 1-й категории           | 6 | 2  | 3 | 7½ из 11  | 3—4   |
| 1905/06 | Санкт-Петербург | Всероссийский турнир           | 9 | 5  | 2 | 10 из 16  | 6—7   |
| 1906    | Санкт-Петербург | турнир СПб шахматного собрания | 4 | 5  | 3 | 7½ из 12  | 3     |
| 1909    | Санкт-Петербург | Всероссийский турнир любителей | 5 | 8  | 3 | 6½ из 16  | 12    |
| 1911    | Санкт-Петербург | Всероссийский турнир любителей |   |    |   | 5½ из 21  | 21    |
| 1913/14 | Санкт-Петербург | Всероссийский турнир мастеров  | 3 | 11 | 3 | 4½ из 17  | 16    |